# Sport-Club Freiburg 2020-2021
Questa voce raccoglie le informazioni riguardanti lo Sport-Club Freiburg nelle competizioni ufficiali della stagione 2020-2021.

## Stagione
Nella stagione 2020-2021 il Friburgo, allenato da Christian Streich, concluse il campionato di Bundesliga al 10º posto. In Coppa di Germania il Friburgo fu eliminato al secondo turno dallo Stoccarda.

## Rosa
| N. |                                 | Ruolo | Calciatore          |
| -- | ------------------------------- | ----- | ------------------- |
| 1  | Germania (bandiera)             | P     | Benjamin Uphoff     |
| 3  | Austria (bandiera)              | D     | Philipp Lienhart    |
| 5  | Germania (bandiera)             | D     | Manuel Gulde        |
| 7  | Francia (bandiera)              | D     | Jonathan Schmid     |
| 8  | Francia (bandiera)              | C     | Baptiste Santamaria |
| 9  | Germania (bandiera)             | A     | Lucas Höler         |
| 11 | Bosnia ed Erzegovina (bandiera) | A     | Ermedin Demirović   |
| 14 | Paesi Bassi (bandiera)          | C     | Guus Til            |
| 17 | Germania (bandiera)             | D     | Lukas Kübler        |
| 18 | Germania (bandiera)             | A     | Nils Petersen       |
| 19 | Germania (bandiera)             | C     | Janik Haberer       |
| 21 | Germania (bandiera)             | P     | Florian Müller      |
| 22 | Ungheria (bandiera)             | A     | Roland Sallai       |
| 23 | Germania (bandiera)             | D     | Dominique Heintz    |

| N. |                          | Ruolo | Calciatore          |
| -- | ------------------------ | ----- | ------------------- |
| 26 | Paesi Bassi (bandiera)   | P     | Mark Flekken        |
| 27 | Germania (bandiera)      | C     | Nicolas Höfler      |
| 28 | Corea del Sud (bandiera) | C     | Kwon Chang-hoon     |
| 29 | Corea del Sud (bandiera) | A     | Jeong Woo-yeong     |
| 30 | Germania (bandiera)      | D     | Christian Günter    |
| 31 | Germania (bandiera)      | D     | Keven Schlotterbeck |
| 32 | Italia (bandiera)        | A     | Vincenzo Grifo      |
| 34 | Germania (bandiera)      | C     | Lino Tempelmann     |
| 36 | Germania (bandiera)      | C     | Yannik Keitel       |
| 39 | Algeria (bandiera)       | C     | Carlo Boukhalfa     |
| 40 | Germania (bandiera)      | P     | Niclas Thiede       |
| 41 | Germania (bandiera)      | A     | Kevin Schade        |
| 43 | Francia (bandiera)       | D     | Kiliann Sildillia   |
| 45 | Svizzera (bandiera)      | A     | Nishan Burkart      |

## Maglie e sponsor
| Casa | Trasferta | Terza Divisa |

## Organigramma societario
Area tecnica
- Preparatori atletici:
- Allenatore in seconda: Patrick Baier, Florian Bruns, Lars Voßler
- Preparatore dei portieri: Andreas Kronenberg
- Analisi video: Leon Krämer, Heiko Sander
- Allenatore: Christian Streich

## Calciomercato

### Sessione estiva
| Acquisti | Acquisti            | Acquisti         | Acquisti |
| R.       | Nome                | da               | Modalità |
| -------- | ------------------- | ---------------- | -------- |
| C        | Baptiste Santamaria | Angers           |          |
| P        | Florian Müller      | Magonza          |          |
| C        | Guus Til            | Spartak Mosca    |          |
| A        | Ermedin Demirović   | San Gallo        |          |
| P        | Benjamin Uphoff     | Sconosciuta      |          |
| P        | Constantin Frommann | Sonnenhof G.     |          |
| A        | Jeong Woo-yeong     | Bayern Monaco II |          |
| C        | Mohamed Dräger      | Paderborn        |          |
| D        | Chima Okoroji       | Jahn Ratisbona   |          |
| D        | Keven Schlotterbeck | Union Berlino    |          |
| C        | Marco Terrazzino    | Dinamo Dresda    |          |

| Cessioni | Cessioni           | Cessioni           | Cessioni |
| R.       | Nome               | a                  | Modalità |
| -------- | ------------------ | ------------------ | -------- |
| C        | Florian Kath       | Magdeburgo         |          |
| C        | Mohamed Dräger     | Olympiacos         |          |
| A        | Brandon Borrello   | Fortuna Düsseldorf |          |
| D        | Robin Koch         | Leeds Utd          |          |
| A        | Luca Waldschmidt   | Benfica            |          |
| P        | Alexander Schwolow | Hertha Berlino     |          |
| D        | Nico Schlotterbeck | Union Berlino      |          |
| D        | Chima Okoroji      | Paderborn          |          |
| C        | Mike Frantz        | Hannover 96        |          |
| C        | Yoric Ravet        | Grenoble           |          |

### Sessione invernale
| Acquisti | Acquisti | Acquisti | Acquisti |
| R.       | Nome     | da       | Modalità |
| -------- | -------- | -------- | -------- |

| Cessioni | Cessioni     | Cessioni       | Cessioni |
| R.       | Nome         | a              | Modalità |
| -------- | ------------ | -------------- | -------- |
| C        | Amir Abrashi | Basilea        |          |
| D        | Luca Itter   | Greuther Fürth |          |

## Risultati

### Bundesliga

#### Girone di andata
| Arbitro: | Cortus |

|                          |           |                                  |
| Kalajdžić 71’ Mvumpa 81’ | Marcatori | 8’ Petersen 26’ Sallai 48’ Grifo |

| Arbitro: | Storks |

|              |           |             |
| Petersen 11’ | Marcatori | 42’ Brekalo |

| Arbitro: | Winkmann |

|                                       |           |  |
| Haaland 31’, 66’ Can 47’ Passlack 90’ | Marcatori |  |

| Arbitro: | Dingert |

|              |           |                     |
| Lienhart 15’ | Marcatori | 25’ (rig.) Füllkrug |

| Arbitro: | Schröder |

|             |           |           |
| Andrich 36’ | Marcatori | 34’ Grifo |

| Arbitro: | Cortus |

|                       |           |                                   |
| Höler 3’ Petersen 72’ | Marcatori | 29’, 42’ Alario 64’ Amiri 76’ Tah |

| Arbitro: | Zwayer |

|                                             |           |  |
| Konaté 26’ Sabitzer 70’ (rig.) Angeliño 89’ | Marcatori |  |

| Arbitro: | Petersen |

|              |           |                     |
| Petersen 63’ | Marcatori | 2’, 34’, 40’ Mateta |

| Arbitro: | Schröder |

|            |           |           |
| Vargas 80’ | Marcatori | 64’ Grifo |

| Arbitro: | Stieler |

|                               |           |                     |
| Lienhart 32’ Grifo 49’ (rig.) | Marcatori | 23’ Embolo 50’ Pléa |

| Arbitro: | Osmers |

|                            |           |  |
| Grifo 79’ (rig.) Jeong 90’ | Marcatori |  |

| Arbitro: | Jablonski |

|  |           |                 |
|  | Marcatori | 50’, 68’ Sallai |

| Arbitro: | Reichel |

|                                                      |           |               |
| Grifo 7’ Demirović 59’ Gulde 67’ Petersen 90’ (rig.) | Marcatori | 52’ Lukébakio |

| Arbitro: | Hartmann |

|           |           |                                                |
| Bebou 58’ | Marcatori | 7’ Santamaria 34’ (rig.) Grifo 42’ (aut.) Nuhu |

| Arbitro: | Schröder |

|                                                            |           |  |
| Demirović 18’ Höfler 39’ Sallai 59’ Lienhart 69’ Höler 79’ | Marcatori |  |

| Arbitro: | Dingert |

|                           |           |              |
| Lewandowski 7’ Müller 74’ | Marcatori | 62’ Petersen |

| Arbitro: | Winkmann |

|                         |           |                                    |
| Sallai 32’ Petersen 63’ | Marcatori | 6’ Younes 75’ (aut.) Schlotterbeck |

#### Girone di ritorno
| Arbitro: | Stieler |

|                         |           |           |
| Demirović 14’ Jeong 37’ | Marcatori | 7’ Mvumpa |

| Arbitro: | Reichel |

|                                      |           |  |
| Brooks 21’ Weghorst 39’ Gerhardt 85’ | Marcatori |  |

| Arbitro: | Brych |

|                      |           |             |
| Jeong 49’ Schmid 52’ | Marcatori | 76’ Moukoko |

| Brema 13 febbraio 2021, ore 15:30 CET 21ª giornata | Werder Brema | 0 – 0 referto | Friburgo | Wohninvest Weserstadion (0 spett.)\| Arbitro: \| Gräfe \| |
| Arbitro:                                           | Gräfe        |               |          |                                                           |

| Arbitro: | Storks |

|  |           |            |
|  | Marcatori | 64’ Prömel |

| Arbitro: | Zwayer |

|            |           |                         |
| Bailey 70’ | Marcatori | 50’ Demirović 61’ Höler |

| Arbitro: | Winkmann |

|  |           |                                     |
|  | Marcatori | 41’ Nkunku 64’ Sørloth 79’ Forsberg |

| Arbitro: | Cortus |

|             |           |  |
| Quaison 84’ | Marcatori |  |

| Arbitro: | Dankert |

|                         |           |  |
| Sallai 51’ Lienhart 79’ | Marcatori |  |

| Arbitro: | Dingert |

|                 |           |            |
| Thuram 53’, 60’ | Marcatori | 10’ Sallai |

| Arbitro: | Petersen |

|                       |           |  |
| Santamaria 68’ (aut.) | Marcatori |  |

| Arbitro: | Reichel |

|                                            |           |  |
| Höler 7’ Sallai 22’ (rig.) Günter 50’, 74’ | Marcatori |  |

| Arbitro: | Cortus |

|                                     |           |  |
| Piątek 13’ Pekarík 22’ Radonjić 85’ | Marcatori |  |

| Arbitro: | Gräfe |

|                  |           |              |
| Grifo 81’ (rig.) | Marcatori | 40’ Kramarić |

| Arbitro: | Fritz |

|               |           |                                                 |
| Andersson 49’ | Marcatori | 18’ Petersen 20’ Demirović 90’ Grifo 90’ Schmid |

| Arbitro: | Badstübner |

|                      |           |                                 |
| Gulde 29’ Günter 81’ | Marcatori | 26’ (rig.) Lewandowski 53’ Sané |

| Arbitro: | Dingert |

|                                     |           |           |
| Silva 62’ (rig.) Touré 87’ Ache 90’ | Marcatori | 77’ Jeong |

### Coppa di Germania
| Arbitro: | Schmidt |

|                |           |                     |
| Martinovic 57’ | Marcatori | 19’ Kwon 79’ Schmid |

| Arbitro: | Brych |

|               |           |  |
| Kalajdžić 15’ | Marcatori |  |

## Statistiche

### Statistiche di squadra
| Competizione      | Punti | In casa | In casa | In casa | In casa | In casa | In casa | In trasferta | In trasferta | In trasferta | In trasferta | In trasferta | In trasferta | Totale | Totale | Totale | Totale | Totale | Totale | DR |
| Competizione      | Punti | G       | V       | N       | P       | Gf      | Gs      | G            | V            | N            | P            | Gf           | Gs           | G      | V      | N      | P      | Gf     | Gs     | DR |
| ----------------- | ----- | ------- | ------- | ------- | ------- | ------- | ------- | ------------ | ------------ | ------------ | ------------ | ------------ | ------------ | ------ | ------ | ------ | ------ | ------ | ------ | -- |
| Bundesliga        | 45    | 17      | 7       | 6       | 4       | 33      | 23      | 17           | 5            | 3            | 9            | 19           | 29           | 34     | 12     | 9      | 13     | 52     | 52     | 0  |
| Coppa di Germania | -     | 0       | 0       | 0       | 0       | 0       | 0       | 2            | 1            | 0            | 1            | 2            | 2            | 2      | 1      | 0      | 1      | 2      | 2      | 0  |
| Totale            | 45    | 17      | 7       | 6       | 4       | 33      | 23      | 19           | 6            | 3            | 10           | 21           | 31           | 36     | 13     | 9      | 14     | 54     | 54     | 0  |

### Andamento in campionato
| Giornata  | 1 | 2 | 3  | 4  | 5  | 6  | 7  | 8  | 9  | 10 | 11 | 12 | 13 | 14 | 15 | 16 | 17 | 18 | 19 | 20 | 21 | 22 | 23 | 24 | 25 | 26 | 27 | 28 | 29 | 30 | 31 | 32 | 33 | 34 |
| --------- | - | - | -- | -- | -- | -- | -- | -- | -- | -- | -- | -- | -- | -- | -- | -- | -- | -- | -- | -- | -- | -- | -- | -- | -- | -- | -- | -- | -- | -- | -- | -- | -- | -- |
| Luogo     | T | C | T  | C  | T  | C  | T  | C  | T  | C  | C  | T  | C  | T  | C  | T  | C  | C  | T  | C  | T  | C  | T  | C  | T  | C  | T  | T  | C  | T  | C  | T  | C  | T  |
| Risultato | V | N | P  | N  | N  | P  | P  | P  | N  | N  | V  | V  | V  | V  | V  | P  | N  | V  | P  | V  | N  | P  | V  | P  | P  | V  | P  | P  | V  | P  | N  | V  | N  | P  |
| Posizione | 6 | 5 | 12 | 12 | 13 | 13 | 14 | 14 | 14 | 14 | 14 | 11 | 10 | 9  | 8  | 9  | 9  | 9  | 9  | 8  | 8  | 9  | 8  | 8  | 9  | 8  | 10 | 10 | 9  | 9  | 9  | 9  | 10 | 10 |

Legenda:

Luogo: C = Casa; T = Trasferta. Risultato: V = Vittoria; N = Pareggio; P = Sconfitta.

### Statistiche dei giocatori
| Giocatore        | Bundesliga | Bundesliga | Bundesliga  | Bundesliga | Coppa di Germania | Coppa di Germania | Coppa di Germania | Coppa di Germania | Totale   | Totale | Totale      | Totale     |
| Giocatore        | Presenze   | Reti       | Ammonizioni | Espulsioni | Presenze          | Reti              | Ammonizioni       | Espulsioni        | Presenze | Reti   | Ammonizioni | Espulsioni |
| ---------------- | ---------- | ---------- | ----------- | ---------- | ----------------- | ----------------- | ----------------- | ----------------- | -------- | ------ | ----------- | ---------- |
| A. Abrashi       | 5          | 0          | 0           | 0          | 0                 | 0                 | 0                 | 0                 | 5        | 0      | 0           | 0          |
| C. Boukhalfa     | 0          | 0          | 0           | 0          | 1                 | 0                 | 0                 | 0                 | 1        | 0      | 0           | 0          |
| N. Burkart       | 1          | 0          | 0           | 0          | 0                 | 0                 | 0                 | 0                 | 1        | 0      | 0           | 0          |
| E. Demirović     | 30         | 5          | 7           | 0          | 2                 | 0                 | 0                 | 0                 | 32       | 5      | 7           | 0          |
| M. Flekken       | 3          | 0          | 0           | 0          | 0                 | 0                 | 0                 | 0                 | 3        | 0      | 0           | 0          |
| V. Grifo         | 31         | 9          | 2           | 0          | 2                 | 0                 | 1                 | 0                 | 33       | 9      | 3           | 0          |
| M. Gulde         | 27         | 2          | 3           | 0          | 0                 | 0                 | 0                 | 0                 | 27       | 2      | 3           | 0          |
| C. Günter        | 34         | 3          | 2           | 0          | 2                 | 0                 | 1                 | 0                 | 36       | 3      | 3           | 0          |
| J. Haberer       | 14         | 0          | 1           | 0          | 0                 | 0                 | 0                 | 0                 | 14       | 0      | 1           | 0          |
| D. Heintz        | 21         | 0          | 3           | 0          | 2                 | 0                 | 0                 | 0                 | 23       | 0      | 3           | 0          |
| N. Höfler        | 31         | 1          | 11          | 0          | 2                 | 0                 | 0                 | 0                 | 33       | 1      | 11          | 0          |
| L. Höler         | 33         | 4          | 5           | 0          | 2                 | 0                 | 0                 | 0                 | 35       | 4      | 5           | 0          |
| L. Itter         | 0          | 0          | 0           | 0          | 0                 | 0                 | 0                 | 0                 | 0        | 0      | 0           | 0          |
| W. Jeong         | 26         | 4          | 0           | 0          | 2                 | 0                 | 0                 | 0                 | 28       | 4      | 0           | 0          |
| Y. Keitel        | 11         | 0          | 1           | 0          | 1                 | 0                 | 0                 | 0                 | 12       | 0      | 1           | 0          |
| C. Kwon          | 12         | 0          | 2           | 0          | 2                 | 1                 | 0                 | 0                 | 14       | 1      | 2           | 0          |
| L. Kübler        | 19         | 0          | 2           | 0          | 1                 | 0                 | 0                 | 0                 | 20       | 0      | 2           | 0          |
| P. Lienhart      | 34         | 4          | 4           | 0          | 2                 | 0                 | 0                 | 0                 | 36       | 4      | 4           | 0          |
| F. Müller        | 31         | 0          | 0           | 0          | 0                 | 0                 | 0                 | 0                 | 31       | 0      | 0           | 0          |
| N. Petersen      | 32         | 8          | 0           | 0          | 2                 | 0                 | 0                 | 0                 | 34       | 8      | 0           | 0          |
| R. Sallai        | 28         | 8          | 5           | 0          | 1                 | 0                 | 0                 | 0                 | 29       | 8      | 5           | 0          |
| B. Santamaria    | 30         | 1          | 5           | 0          | 1                 | 0                 | 0                 | 0                 | 31       | 1      | 5           | 0          |
| K. Schade        | 0          | 0          | 0           | 0          | 0                 | 0                 | 0                 | 0                 | 0        | 0      | 0           | 0          |
| K. Schlotterbeck | 24         | 0          | 3           | 0          | 1                 | 0                 | 0                 | 0                 | 25       | 0      | 3           | 0          |
| J. Schmid        | 31         | 2          | 4           | 0          | 2                 | 1                 | 0                 | 0                 | 33       | 3      | 4           | 0          |
| K. Sildillia     | 0          | 0          | 0           | 0          | 0                 | 0                 | 0                 | 0                 | 0        | 0      | 0           | 0          |
| L. Tempelmann    | 10         | 0          | 2           | 0          | 1                 | 0                 | 0                 | 0                 | 11       | 0      | 2           | 0          |
| N. Thiede        | 0          | 0          | 0           | 0          | 0                 | 0                 | 0                 | 0                 | 0        | 0      | 0           | 0          |
| G. Til           | 7          | 0          | 1           | 0          | 0                 | 0                 | 0                 | 0                 | 7        | 0      | 1           | 0          |
| B. Uphoff        | 0          | 0          | 0           | 0          | 2                 | 0                 | 0                 | 0                 | 2        | 0      | 0           | 0          |